# 貪食新吸口鯰
貪食新吸口鯰，為輻鰭魚綱鯰形目甲鯰科的其中一種，為熱帶淡水魚，分布於南美洲Paraitinguinha河流域與Tietê河流域，體長可達11公分，棲息在底層水域，生活習性不明。

## 扩展阅读
維基物種上的相關：貪食新吸口鯰